# Bluey

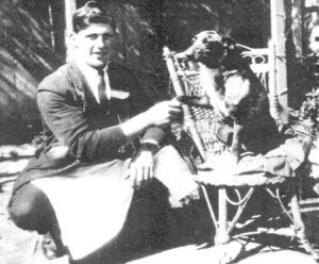
Bluey ze swoim właścicielem, ok. 1920

Bluey (ur. 7 czerwca 1910, zm. 14 listopada 1939) – australijski pies pasterski, znany z długowieczności.
Wiek, który miał osiągnąć Bluey – 29 lat 160 dni – według Księgi rekordów Guinnessa przez wiele lat był uznawany za najstarszy znany (jednak naukowo nieudokumentowany) wiek psa domowego. Dopiero w 2023 tytuł ten przejął żyjący w Portugalii ponad 30-letni Bobi (ur. 11 maja 1992, zm. 21 października 2023 mając 31 lat i 163 dni) pies rasy portugalski pies stróżujący, którego wiek został udowodniony dzięki rządowej bazie danych zwierząt domowych portugalskiego rządu, prowadzonej przez Krajowy Związek Lekarzy Weterynarii.
Właścicielem Blueya był Les Hall z Rochester w stanie Wiktoria (Australia). Według wpisu w księdze rekordów Guinnessa, Bluey przybył do niego jako szczeniak w 1910 i pracował wśród owiec i bydła przez prawie 30 lat, zanim został uśpiony 14 listopada 1939. Także mieszaniec rasy Australian Cattle Dog, suczka Chilla dożyła sędziwego wieku, umarła bowiem w 1984 w wieku jakoby 32 lat i 12 dni, jednak jej wiek nie został zweryfikowany przez księgę rekordów Guinnessa. Badania wykazały, że psy rasy Australian Cattle Dog żyją średnio o rok dłużej niż psy innych ras w tej samej kategorii wagowej.